# رودخانه بشار
رودخانه بشار از رودخانه‌های جنوب شرق بویر احمد علیا (و از کوه‌های اردکان و ممسنی در استان فارس) سرچشمه می‌گیرد و به سوی شمال شرقی بویر احمد سفلی پیش می‌رود. سرچشمه اصلی این رود نهرهای گنجگون تیز آب و تنگ سرخ است. این رودخانه که بیشتر در شرق و شمال شرقی استان کهگیلویه و بویراحمد جریان دارد در مسیر خود از شهر یاسوج عبور کرده و به سمت دوراهان پیش می‌رود. این رود در ادامه مسیر پس از عبور از شمال شرقی منطقه و ورود به رودخانه خرسان، در پوزه شمالی دنا، از شمال منطقه بویر احمد سفلی و طیبی گذشته، با نام بارز به رود کارون می‌پیوندد و به سوی خلیج فارس سرازیر می‌شود.